# Castel di Decima
Pour les articles homonymes, voir Vallerano.

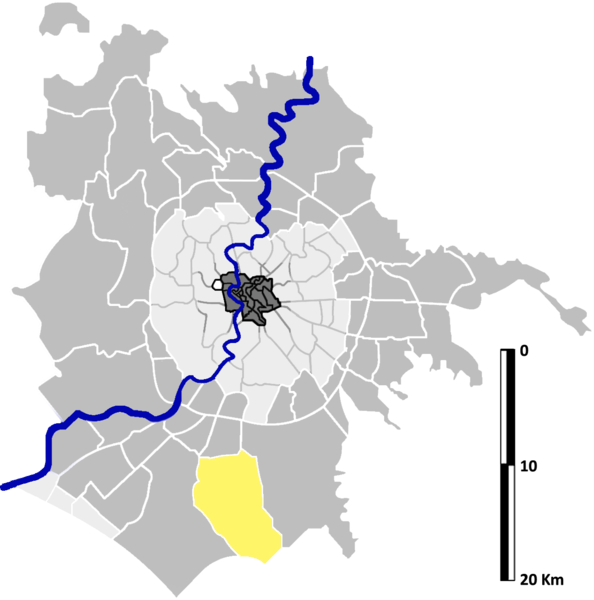
Localisation de Castel di Decima sur la carte administrative de Rome.

Castel di Decima est une zona di Roma (zone de Rome) située au sud de Rome dans l'Agro Romano en Italie. Elle est désignée dans la nomenclature administrative par Z.XXVI et fait partie du Municipio IX. Sa population est de 10 746 habitants répartis sur une superficie de 46,55 km2.

## Histoire
Cette zone est occupée depuis le Paléolithique comme le montrent les traces d'un centre habité datant de l'âge du bronze.
Ce centre est potentiellement assimilé à la ville de Politorium détruite au VIIe siècle av. J.-C., destruction que la tradition impute au roi de Rome Ancus Marcius. Une nécropole archaïque a été repérée en 1953 et fouillée à partir de 1971 ; elle a livré plusieurs centaines de tombes datant du VIIIe et VIIe siècles av. J.-C.
Sous l'Empire romain, la zone est utilisée à des fins agricoles jusqu'au IVe siècle. Au Moyen Âge, sont construites les tours de Decima et de San Ferdinando, donnant leur nom au lieu.

## Lieux particuliers
- Église Santa Maria Assunta e San Michele a Castel Romano (XVIIe siècle)
- Église San Romualdo abate (1979)
- Église Santa Maria del Soccorso e San Filippo Neri a Castelporziano